# Europejski Urząd Statystyczny

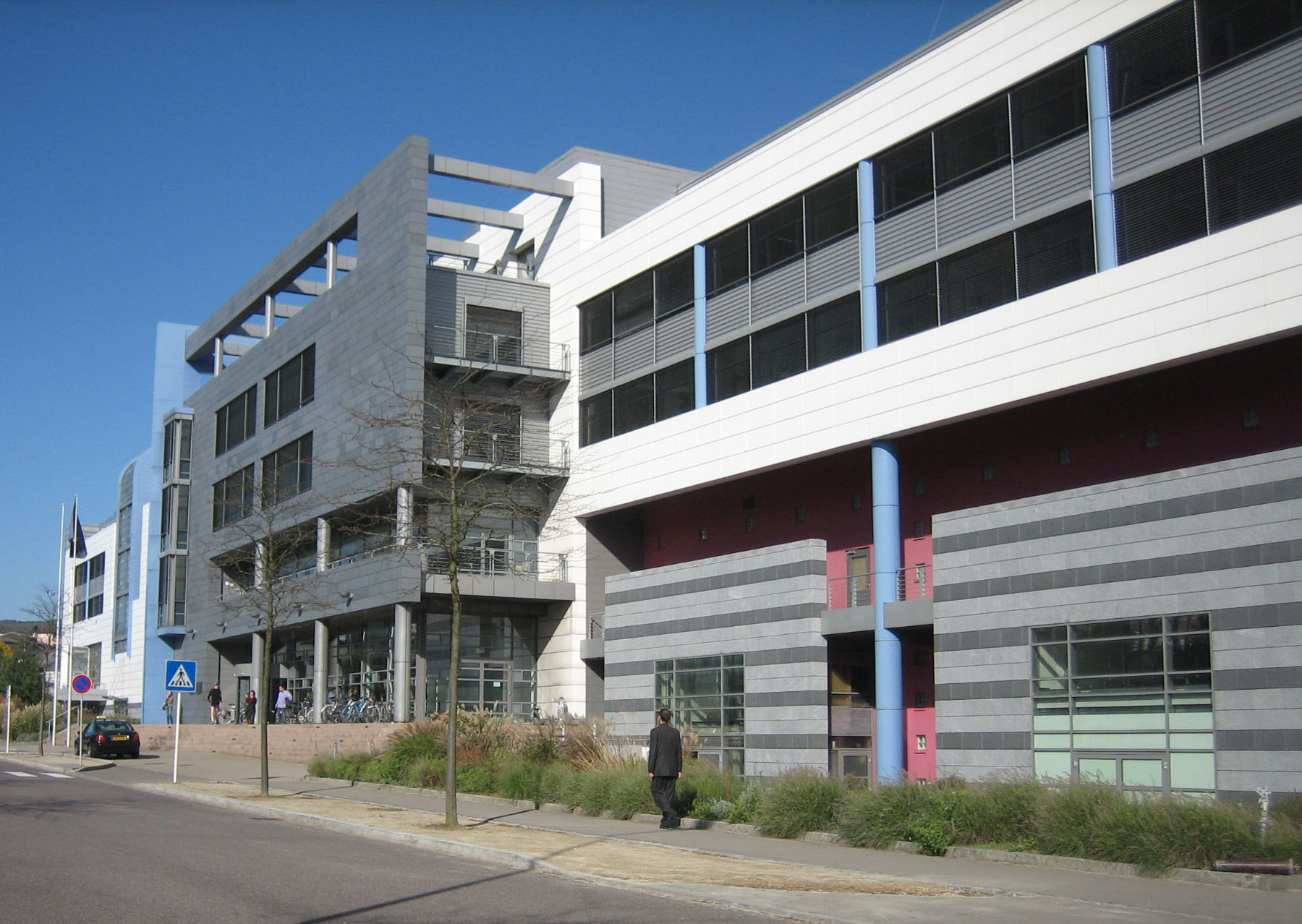
Siedziba Europejskiego Urzędu Statystycznego w Luksemburgu

Europejski Urząd Statystyczny (ang. European Statistical Office), Eurostat – urząd Komisji Europejskiej z siedzibą w Luksemburgu, powstał w 1972 roku.
Eurostat zastąpił wcześniejsze Statistical Office of the European Community (SOEC), które funkcjonowało od 1959 r. Wcześniej funkcje statystyczne pełniły: Statistical Division (lata 1954-1959), a od 1952 do 1954 European Community of Steel and Coal Statistical services.
Nowe zasady jego działalności i nowe wytyczne zostały ustanowione w 1987 roku na mocy Jednolitego Aktu Europejskiego.
Urząd zajmuje się sporządzaniem prognoz i analiz statystycznych dotyczących obszarów Unii Europejskiej i EFTA, istotnych dla podejmowania decyzji przez organy wspólnotowe, oraz koordynowaniem i monitorowaniem prac narodowych urzędów statystycznych w celu unifikacji stosowanych przez nie metod badań, a także konsolidowaniem statystyk krajowych państw członkowskich.
Do kompetencji Eurostatu należą także analizowanie i prognozowanie tendencji rozwoju Unii Europejskiej. 
Eurostat składa się z Terminalu Danych (Bruksela) i Biura Informacyjnego (Luksemburg) przygotowującego dane dla instytucji kierowniczych Unii Europejskiej (są one później udostępniane opinii publicznej).
Eurostat wydaje biuletyn Sigma.

## Dyrektorzy
| Dyrektor                    | Państwo  | Kadencja  |
| --------------------------- | -------- | --------- |
| Rolf Wagenführ              | RFN      | 1952–1966 |
| Raymond Dumas               | Francja  | 1966–1973 |
| Jacques Mayer               | Francja  | 1973–1977 |
| Aage Dornonville de la Cour | Dania    | 1977–1982 |
| Pieter de Geus              | Holandia | 1982–1984 |
| Silvio Ronchetti            | Włochy   | 1984–1987 |
| Yves Franchet               | Francja  | 1987–2003 |
| Michel Vanden Abeele        | Belgia   | 2003–2004 |
| Günther Hanreich            | Austria  | 2004–2006 |
| Hervé Carré                 | Francja  | 2006–2008 |
| Walter Radermacher          | Niemcy   | 2008–2016 |
| Mariana Kocewa              | Bułgaria | 2017–     |